# Gaurotina nitida
Gaurotina nitida là một loài bọ cánh cứng trong họ Cerambycidae.